# Atractomorpha lata
Atractomorpha lata is een rechtvleugelig insect uit de familie Pyrgomorphidae. De wetenschappelijke naam van deze soort is voor het eerst geldig gepubliceerd in 1866 door Mochulsky.